# Juan Castellar y de Borja
Juan Castellar y de Borja (ur. w 1441 w Walencji, zm. 1 stycznia 1505 tamże) – hiszpański kardynał.

## Życiorys
Urodził się pod koniec 1441 oku w Walencji, jako syn Galcerána de Castellara i Bernardona Borja. W młodości był kanonikiem kapituły katedralnej m.in. w Sewilli i Neapolu, a następnie protonotariuszem apostolskim. 23 sierpnia 1494 roku został wybrany arcybiskupem Trani. 31 maja 1503 roku został kreowany kardynałem prezbiterem i otrzymał kościół tytularny Santa Maria in Trastevere. 9 sierpnia został także arcybiskupem Monreale. Zachował dotychczasowe urzędy kościelne i nigdy nie odwiedził swojej diecezji. Hiszpański władca, Ferdynand Aragoński poskarżył się Juliuszowi II, że nominacja dla Borjy nie została przez niego wysunięta. W 1504 roku kardynał wyjechał do Hiszpanii, by spotkać się z królem. Przebywając w Walencji, poważnie zachorował na nerki i zmarł 1 stycznia 1505 roku.